# Palatalisering
Palatalisering eller muljering är brett definierat ett uttal av en konsonant med tungan i rörelse mot hårda gommen.
Termen är mångtydig, men oftast avses med palatalisering en sekundär artikulation där konsonanten har ett icke-palatalt primärt artikulationsställe, till exempel alveolara [s], men artikuleras samtidigt som tungryggen reses mot hårda gommen. En sådan konsonant blir då palataliserad och betecknas med det Internationella fonetiska alfabetet med ett upphöjt j ⟨ʲ⟩ efter konsonanten, till exempel [sʲ] för ett palataliserat [s]. 
Termen palatalisering kan dock även betyda när en konsonant skiftar sitt primära artikulationsställe och övergår i en palatal konsonant. Palatalisering är då namnet på denna sorts ljudförändring, till exempel historiskt [k] > [ɕ] i ord som köld på svenska. Ofta förändras även artikulationssättet, som i exemplet köld, där en klusil övergått i en frikativa. 
Båda typerna av palatalsering tenderar att orsakas av en närliggande hög och/eller främre vokal, eller en palatal approximant [j].

## Exempel och fonologisk status
Palatalisering förekommer över hela världen i vitt skilda språk och kan vara ett allofont drag i vissa språk eller fonematiskt, det vill säga betydelseskiljande, i andra.

### Allofon palatalisering
I till exempel engelska palataliseras finala alveolarer valfritt över ordgränser om nästa ord inleds med /j/, till exempel [t] > [t͡ʃ] i bet you [bɛt͡ʃə] eller [d] > [d͡ʒ] i could you [kʰʊd͡ʒə].
På liknande sätt i japanska uppvisar bland annat de alveolara fonemen /s z/ palatala allofoner [ɕ ʑ] före /i y/. Till exempel från verbet 貸す kasu ’låna ut’ kan dåtidsformen 貸した kaɕ-ita bildas, där den palatala allofonen [ɕ] av fonemet /s/ uppträder före /i/ i ändelsen.

### Fonematisk palatalisering
På till exempel ryska är palatalseringen fonematisk (betydelseskiljande) och för majoriteten av konsonanterna finns en palataliserad uppsättning konsonantfonem. Till exempel särskiljes ord som ряд /rʲat/ ’rad’ från рад /rat/ ’glad’ genom palataliseringen i ordets inledande /rʲ/.
Palatalisering har även historiskt inträffat i svenskan där till exempel velara /k ɡ/ övergått i palatala /ɕ j/ framför främre vokaler i betonade stavelser, vilket har lett till att ord som kall och guld uttalas med /k ɡ/ medan de besläktade orden köld och gyllene uttalas med /ɕ j/.